# Château-Thierry
Château-Thierry – miejscowość i gmina we Francji, w regionie Hauts-de-France, w departamencie Aisne, nad Marną. Miejsce narodzin Jeana de La Fontaine'a.

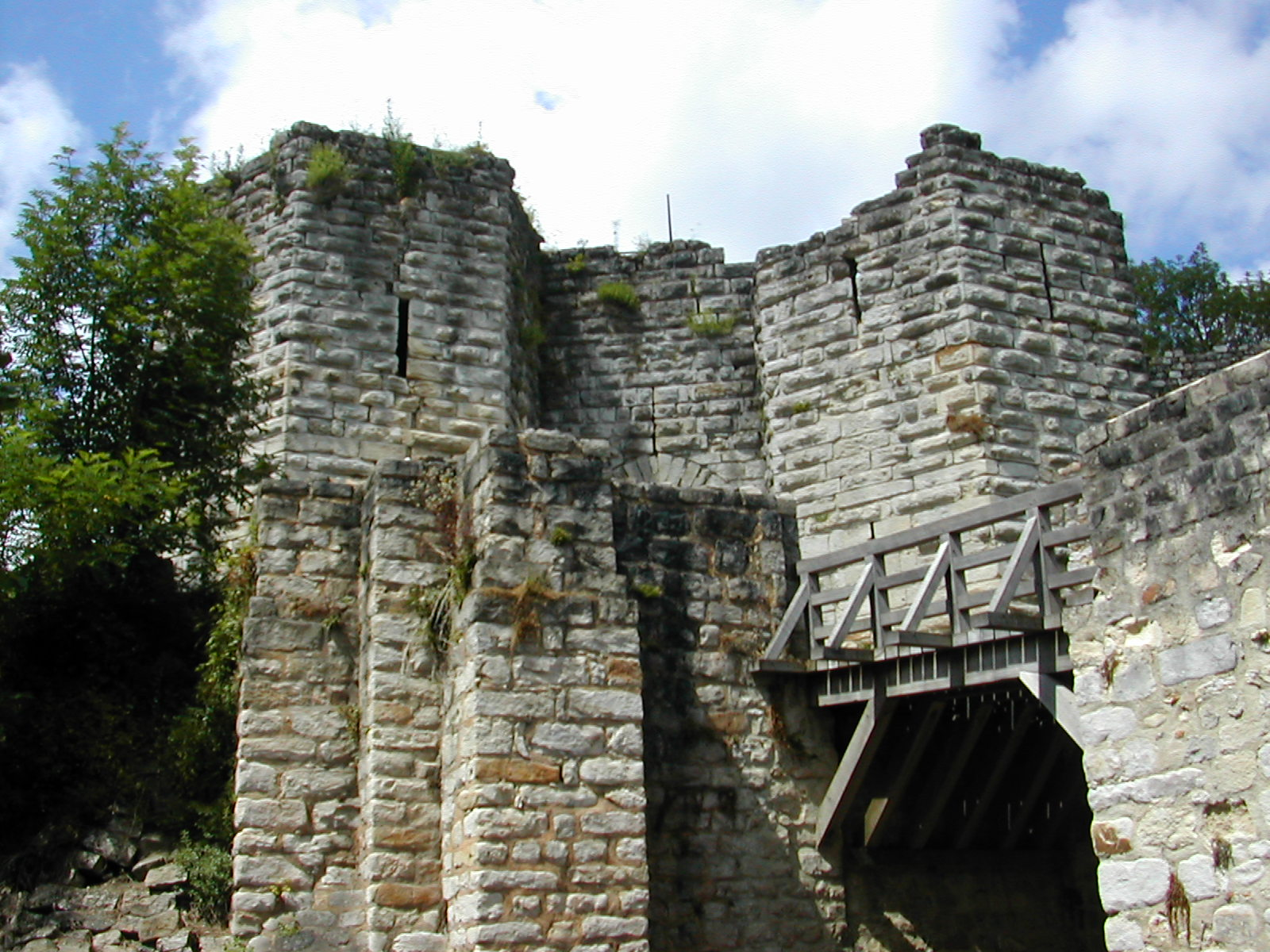
Brama do zamku

Według danych na styczeń 2014 roku gminę zamieszkiwały 14 923 osoby, a gęstość zaludnienia wynosiła 901,7 osób/km². Château-Thierry jest gminą partnerską polskiej gminy Grybów.